# Stronghold Crusader 2
Stronghold Crusader 2 ist der neunte Titel in der von Firefly Studios entwickelten Stronghold-Reihe von Echtzeit-Strategiespielen mit mittelalterlicher Burgenthematik. Das Spiel ist am 23. September 2014 erschienen und der Nachfolger von Stronghold Crusader aus dem Jahr 2002. Im Gegensatz zu vorherigen Titeln verlegt Firefly Studios diesen Titel selbst.

## Beschreibung
Das Spiel verwendet wie das zuvor veröffentlichte Stronghold 3 die Havok Vision Engine. Es enthält einige neue Features, wie beispielsweise einen Sklaventreiber, neue dynamische Ereignisse, ein neues Schlacht-Interface und Verbesserungen der Engines für Animationen und Echtzeit-Physik. Ein neues Feature in der Reihe ist der Koop-Mehrspieler, in dem zwei Spieler sich die Kontrolle über eine Burg teilen und gemeinsam über Einheiten und Ressourcen verfügen, um den Gegner zu bezwingen. Stronghold Crusader 2 wird mit zwei verschiedenen historischen Sichtweisen veröffentlicht, eine aus Sicht der europäischen Kreuzritter und eine aus der Sicht der arabischen Widerstandskämpfer. Das Spiel basiert zum größten Teil auf dem Skirmish-Gameplay, ähnlich wie der Vorgänger Stronghold Crusader. Dies beinhaltet, wie auch beim Vorgänger, Kreuzzugmärsche, in denen sich Spieler durch zusammenhängende Skirmish-Karten mit verschiedensten Gegnern und in verschiedenen Landschaften kämpfen müssen.
Wie auch in den vorigen Titeln der Reihe gibt es einen vollständigen Karteneditor, mit dem Spieler ihre eigenen Karten erstellen und teilen können. Robert Euvino, der auch an früheren Teilen der Reihe mitgewirkt hat, hat außerdem einen komplett neuen Soundtrack für das Spiel komponiert.

## Rezeption
Die Grafik sei verbessert, wirke aber altbacken. Die Kampagne werde nie richtig spannend, einige Missionen seien sehr kurz. Spielerisch wurde nicht weiterentwickelt. Es gäbe Aussetzern bei der künstlichen Intelligenz, Wegfindungsprobleme. Zahlreiche Mängel wurden aus den Vorgängern übernommen. Um Fehler zu kaschieren, wurden Funktionen eingeschränkt. Der richtungsbeschränkte Mauerbau führt dazu, dass die Burgen unnatürliche Formen annehmen. Die Steuerung im Kampf sei umständlich und unzeitgemäß. Der Aufbauteil sei überzeugend. Im Mehrspieler kann Stronghold Crusader 2 seine Stärken ausspielen. Es handele sich um kein gutes Spiel.